# خوزه خوان ماسیاس
خوزه خوان ماسیاس (انگلیسی: José Juan Macías؛ زادهٔ ۲۲ سپتامبر ۱۹۹۹) بازیکن فوتبال اهل مکزیک است که در پست مهاجم برای باشگاه گوادالاخارا در لیگ برتر فوتبال مکزیک بازی می‌کند.
وی همچنین در تیم‌های ملی فوتبال زیر ۱۸ سال مکزیک, زیر ۲۰ سال مکزیک, زیر ۲۱ سال مکزیک، زیر ۲۳ سال مکزیک، و مکزیک بازی کرده‌است.